# Elezioni europee del 1999 in Grecia
Le elezioni europee del 1999 in Grecia si sono tenute il 13 giugno.

## Risultati
| Liste  | Liste                                                    | Gruppo  | Voti      | %     | Seggi |
| ------ | -------------------------------------------------------- | ------- | --------- | ----- | ----- |
|        | Nuova Democrazia                                         | PPE-DE  | 2.314.371 | 36,00 | 9     |
|        | Movimento Socialista Panellenico                         | PSE     | 2.115.844 | 32,91 | 9     |
|        | Partito Comunista di Grecia                              | GUE/NGL | 557.365   | 8,67  | 3     |
|        | Movimento Sociale Democratico                            | GUE/NGL | 440.191   | 6,85  | 2     |
|        | Coalizione della Sinistra, dei Movimenti e dell'Ecologia | GUE/NGL | 331.928   | 5,16  | 2     |
|        | Primavera Politica                                       | -       | 146.512   | 2,28  | -     |
|        | I Liberali                                               | -       | 103.962   | 1,62  | -     |
|        | Partito dei Cacciatori Greci                             | -       | 64.194    | 1,00  | -     |
|        | Altri                                                    | -       | 354.669   | 5,51  | -     |
| Totale | Totale                                                   | Totale  | 6.429.036 |       | 25    |